# The Faint
The Faint is een Amerikaanse dance-punk- en newwaveband.

## Geschiedenis
De groep, gevormd in Omaha (Nebraska), heette aanvankelijk Normal Bailer, een verwijzing naar de Amerikaanse schrijver en journalist Norman Mailer. In de band zat toen ook Conor Oberst van Bright Eyes, met wie The Faint in 2005 toerde. Hij verliet de band kort nadat deze opgericht was en werd niet meer toegelaten toen hij er weer in wilde, alhoewel The Faint wel samen met Bright Eyes bij Saddle Creek Records is ondergebracht.

## Bandleden
- Todd Fink — Zang, keyboard (1995-)
- Jacob Thiele — keyboard, achtergrondzang (1999-2020)
- Dapose (Michael Dappen) — gitaar (2001-)
- Joel Petersen — bas (1995-)
- Clark Baechle — drum, percussie (1995-)

### Voormalige leden
- Conor Oberst — gitaar, achtergrondzang (1995)
- Matt Bowen — keyboard (1995-1998)

## Albums
- Sine Sierra (Norman Bailer) (1995 · Lumberjack)
- Media (1998 · Saddle Creek)
- Blank-Wave Arcade (1999 · Saddle Creek)
- Blank-Wave Arcade Remixes (2000)
- Danse Macabre (2001 · Saddle Creek)
- Danse Macabre Remixes (2003 · Astralwerks)
- Wet from Birth (2004 · Saddle Creek)
- Fasciinatiion (2008 · blank.wav)
- Egowerk (2019 · Saddle Creek)